# Tlagayasa
Tlagayasa is een bestuurslaag in het regentschap Purbalingga van de provincie Midden-Java, Indonesië. Tlagayasa telt 2754 inwoners (volkstelling 2010).